# Descontrole
Descontrole foi um programa de auditório exibido pela Rede Bandeirantes entre 18 de fevereiro e 14 de junho de 2002. Foi apresentado por Marcos Mion.

## O Programa
O programa se caracterizava pelo humor espontâneo e escrachado, que acontecia mais por improvisos ao vivo do que pelo que se havia ensaiado, similar ao Perdidos na Noite, apresentado por Fausto Silva no mesmo canal em meados da década de 80. Contava com personagens como Cidão (que fora assistente de Mion no Piores Clipes do Mundo, na MTV), Anão Tosco e o saudoso Corvo, um sujeito fantasiado de corvo que se caracterizava por sua inconveniência e que acarretou uma legião de fãs (era interpretado por Rodrigo Scarpa, o Vesgo do programa Pânico na TV). Cada integrante da equipe de produção era mascarado e possuía um codinome.
O programa não seguia assiduamente um roteiro, variando praticamente todos os dias suas atrações. Dentre os quadros fixos de maior sucesso estavam o Miclone (o apresentador fantasiava-se de algum cantor e reproduzia ironicamente clipes de música, mesmo formato do Micón no Piores Clipes do Mundo), o Shit Show (clipes e apresentações trash eram passadas em um telão enquanto o apresentador apontava erros e curiosidades que se passavam despercebidos), o Corvo Reporter (matérias onde o personagem Corvo saía às ruas ou eventos a fim de entreter e divertir o máximo de pessoas que pudesse) e, por um pequeno período, o Show de Calouros (todas as quartas-feiras a produção recolhia populares nas portas da emissora e os levava para o palco, onde estes demonstravam qualquer coisa que sabiam fazer). Por motivos jurídicos, o perfil do programa teve de mudar, sendo esta a condição para que continuasse no ar. Assim, surgiu o programa Sobcontrole.